# Francisco Simón y Ródenas
Francisco Maria Primo Simón y Ródenas OFMCap (* 2. Oktober 1849 in Orihuela, Provinz Alicante; † 22. August 1914 in Masamagrell, Provinz Valencia, Spanien) war ein spanischer Ordensgeistlicher und römisch-katholischer Bischof von Santa Marta in Kolumbien.

## Leben
Francisco Simón y Ródenas trat der Ordensgemeinschaft der Kapuziner bei und empfing um 1875 das Sakrament der Priesterweihe. Anschließend entsandte ihn sein Orden in die Mission nach Kolumbien, wo er in La Guajira tätig war.
Papst Pius X. ernannte ihn am 5. Juli 1904 zum Bischof von Santa Marta. Der Apostolische Delegat in Kolumbien, Erzbischof Francesco Ragonesi, spendete ihm am 30. Oktober desselben Jahres die Bischofsweihe. Mitkonsekrator war der Erzbischof von Cartagena, Pietro-Adamo Brioschi PIME.
Am 2. Dezember 1912 nahm Papst Pius X. seinen gesundheitsbedingten Rücktritt an und ernannte ihn zum Titularbischof von Echinus.
Im für ihn eingeleiteten Seligsprechungsverfahren erkannte ihm Papst Franziskus am 3. April 2014 den heroischen Tugendgrad zu.